# Venusia pallidaria
Venusia pallidaria är en fjärilsart som beskrevs av George Francis Hampson 1903. Venusia pallidaria ingår i släktet Venusia och familjen mätare. Inga underarter finns listade i Catalogue of Life.